# Alor

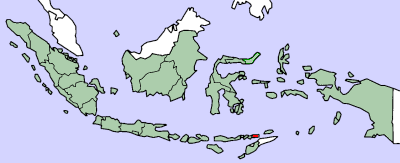
Localização de Alor, na Indonésia

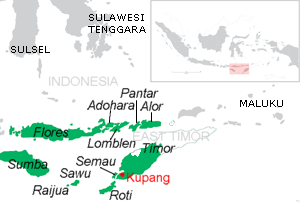
Ilha de Alor e vizinhas

Alor é uma ilha no sudoeste da Indonésia, a norte da ilha de Timor. A capital é Kalabahi (muitas vezes referida por Calabai em textos lusófonos), única cidade da ilha. Tem cerca de 2800 km², o que faz dela a maior do arquipélago de Alor, e 168 000 habitantes. Tem forte pendor agrícola (amêndoa, tamarindo, baunilha, etc.) e grandes e variadas reservas minerais (gipsita, caulino, gás natural, petróleo, estanho, ouro e diamantes).
A maior parte da população é cristã protestante. É também um centro de mergulho.

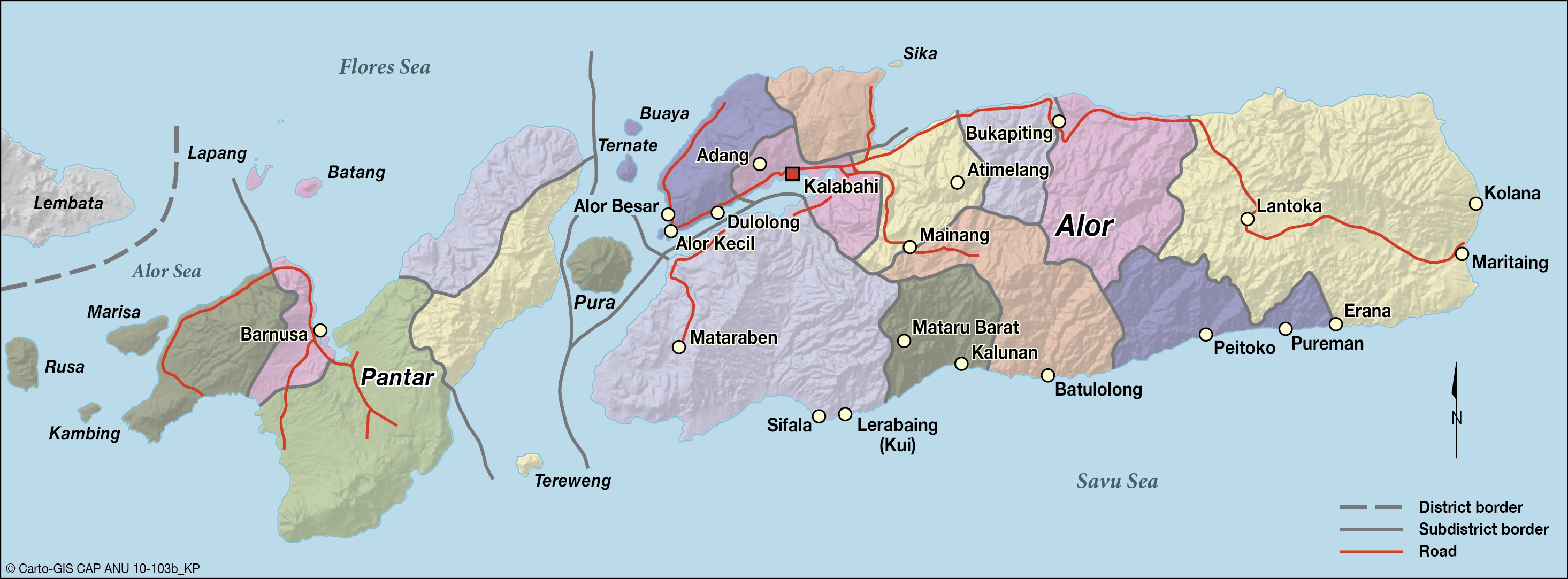
Mapa político do arquipélago de Alor